# M.Krishnasagara, Bangalore South
M.Krishnasagara là một làng thuộc tehsil Bangalore South, huyện Bangalore Urban, bang Karnataka, Ấn Độ.